# Juana Gabriela Moro

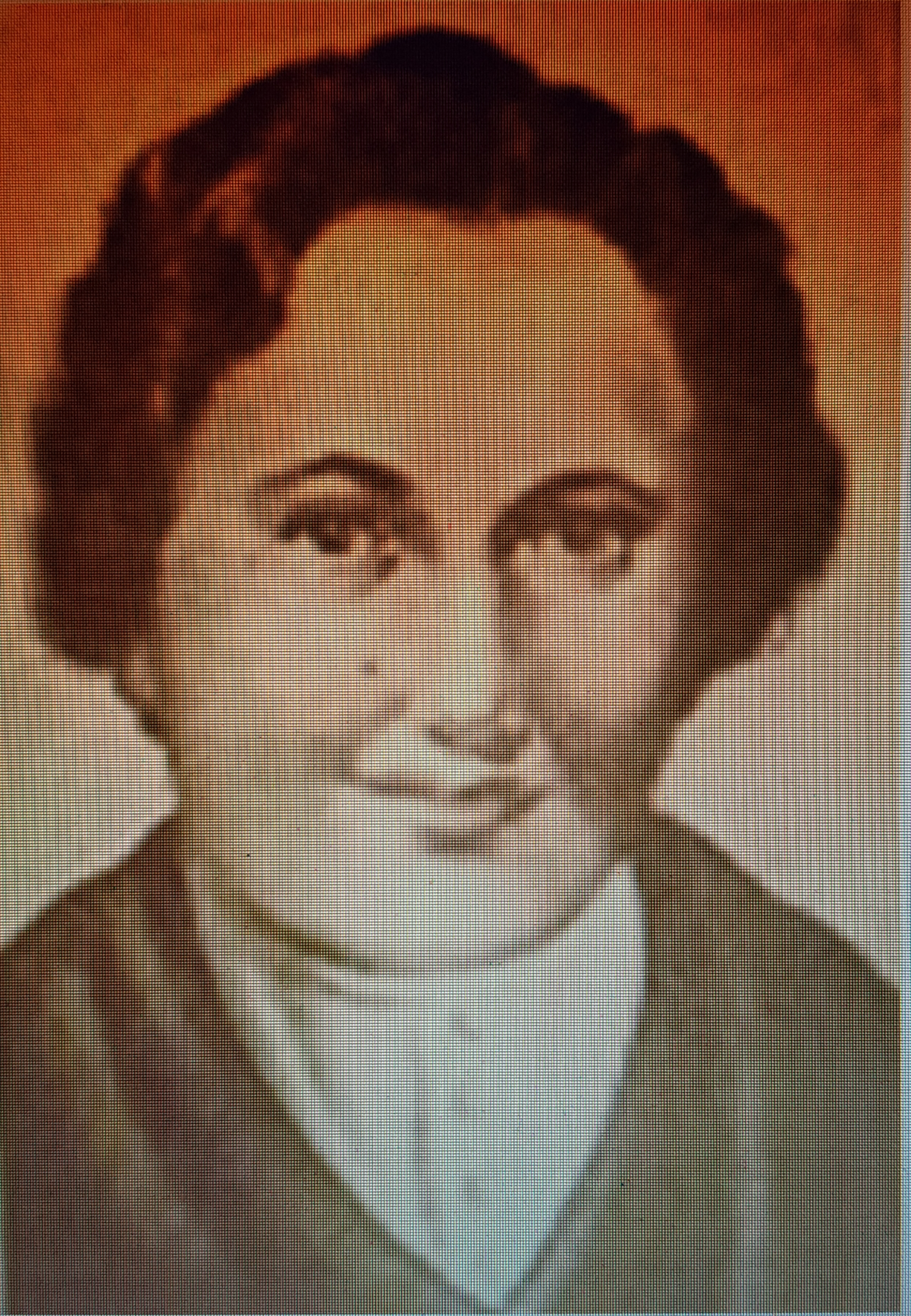
Retrato de Juana Gabriela Moro en el siglo XIX

Juana Gabriela Moro (San Salvador de Jujuy, 26 de mayo de 1785-Salta, 17 de diciembre de 1874) fue una patriota argentina que lideró en Salta, junto con María Loreto Sánchez Peón de Frías, la organización de mujeres que efectuó eficaces tareas de espionaje y sabotaje contra las fuerzas realistas que ocupaban su ciudad durante la Guerra de Independencia de la Argentina.

## Biografía

### Familia
Juana Moro nació el 26 de mayo de 1785 en San Salvador de Jujuy, hija del escritor, coronel de los Reales Ejércitos y funcionario español, Juan Antonio Moro Díaz y de Faustina Rosa de Aguirre Pondal, viuda de Francisco Sánchez Taibo.
Su padre, Juan Antonio Moro Díaz, fue hombre de confianza del gobernador de la Intendencia de Salta del Tucumán Ramón García de León y Pizarro y contribuyó a la fundación de San Ramón de la Nueva Orán, siendo nombrado Segundo Regidor y alcalde Mayor.
Juana se casó en octubre de 1802 con el coronel Jerónimo López, estableciéndose en la ciudad de Salta. Al iniciarse la guerra de la independencia adhirió fervientemente a la causa patriota.
Tuvo al menos una hija, Serafina López Moro, y dos hijos, Ramón López Moro y Bernabé López (1808-1880), intendente de Salta, ministro de gobierno de la provincia en dos oportunidades, ministro de Relaciones Exteriores y Culto en la presidencia de Justo José de Urquiza y uno de los principales gestores de la Liga del Norte contra Juan Manuel de Rosas.

### Durante la guerra
Ocupada su ciudad por las fuerzas realistas, en 1813 ante el avance de los ejércitos patriotas al mando de Manuel Belgrano, y en concurso con otras damas salteñas intentó conquistar para la causa patriota a algunos oficiales realistas.

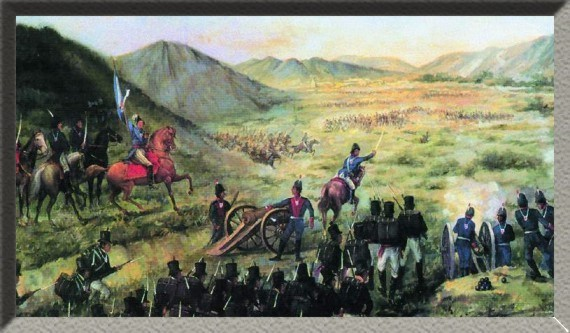
Batalla de Salta

En los prolegómenos de la batalla de Salta Juana Moro consiguió que Juan José Feliciano Alejo Fernández Campero, marqués de Yavi, y varios de sus compañeros se comprometieran a abandonar las filas realistas el día de la batalla y a regresar a Perú y trabajar por la causa de la emancipación. Su casa, ubicada en la actual calle España 782 cerca de la de Martín Miguel de Güemes, debía ser punto de reunión de los fugados, siendo adecuada por su extensión (una cuadra) y por contar con dos frentes.
El 20 de febrero de 1813, durante la batalla de Salta, el marqués comandaba un ala del ejército de Pío Tristán y cumpliendo su compromiso decidió retirarse sin atacar huyendo por las lomas de Medeiros, el "movimiento retrógrado que hizo la caballería enemiga" que relata en su parte Belgrano que y que contribuyó en mucho al triunfo de las armas patriotas.
Tras vencer en Vilcapugio y Ayohuma el general realista Joaquín de la Pezuela ocupó la ciudad de Salta. Juana y María Loreto Sánchez Peón constituyeron una eficaz red de espionaje a la que contribuyeron mujeres de todos los rangos sociales, entre las cuales se encontraban Gertrudis Medeiros, Celedonia Pacheco de Melo, Magdalena Güemes, Juana Torino, María Petrona Arias, Martina Silva de Gurruchaga y Andrea Zenarrusa.
El mismo Pezuela informaría al virrey del Perú en una comunicación interceptada por los patriotas que «Los gauchos nos hacen casi con impunidad una guerra lenta pero fatigosa y perjudicial. A todo esto se agrega otra no menos perjudicial que es la de ser avisados por horas de nuestros movimientos y proyectos por medio de los habitantes de estas estancias y principalmente de las mujeres, cada una de ellas es una espía vigilante y puntual para transmitir las ocurrencias más diminutas de este Ejército».
Juana, humildemente vestida, se trasladaba a caballo espiando recursos y movimientos del enemigo. Solo en una oportunidad fue apresada y obligada a cargar pesadas cadenas que no consiguieron que confesara o delatara a sus compañeros.
Pezuela, conociendo la actividad de Juana Moro, resolvió castigarla con la muerte para lo cual ordenó encerrarla en su casa y tapiar las aberturas. Su vecina, aunque realista, se compadeció y efectuó un boquete en la pared y le proveyó agua y alimentos hasta que los realistas fueron expulsados, salvándola de morir de inanición. Desde ese momento le quedó el mote de la emparedada.
Durante las siguientes invasiones, Juana Moro continuó actuando en apoyo de la Guerra gaucha pudiendo jactarse después de la guerra de la habilidad que supo emplear y de no haber sido jamás descubierta. Al igual que su amiga Loreto Sánchez Peón, disfrazada de gaucho o de viajera pasaba a caballo desde Salta a Orán o a Jujuy, ciudad ocupada por los españoles, llevando partes y trayendo noticias.
En una ocasión se disfrazó de coya y marchó por las quebradas en busca del general Juan Antonio Álvarez de Arenales para conocer la posición de su ejército ante las informaciones contradictorias que llegaban del frente. Pocos días después regresó y se reunió con la esposa del general, la patriota Serafina de González Hoyos, informando a los patriotas que Arenales estaría en Salta al día siguiente desalojando a la guarnición española. En esa oportunidad, la población entusiasmada paseó a Juana Moro por las calles de Salta.
Años después de finalizada la guerra y consolidada la independencia argentina continuó desempeñando un papel destacado en la sociedad salteña. Así, integró el grupo de damas salteñas que se dirigió al gobierno «lamentando la postergación a que se relega al sexo femenino al no permitírseles jurar la Constitución Nacional».
Juana Moro murió el 17 de diciembre de 1874.

### Homenajes
En su honor Giménez y Canqui Chazarreta escribieron la zamba La Juana Moro, que dice en dos de sus estrofas:
Cuando fue sometida
la tierra gaucha
llevaba los mensajes
al paisanaje en batalla.
Llegando al río Arias
desde Quebrada del Toro
con un parte guerrero
la sorprendieron los godos
pero guardó el secreto
a los nuestros, la Juana Moro.
Fue mujer y fue leona
entre todas, la Juana Moro.